# Regimiento Suizo de Reding n.º 3

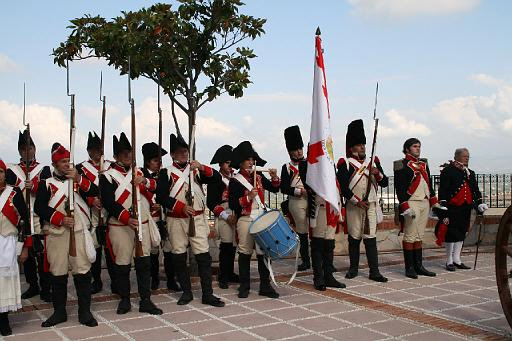
Grupo de Recreación Histórica "Regimiento Suizo de Reding n.º 3" de la Asociación Teodoro Reding, Málaga.

El Regimiento Suizo de Reding n.º 3 (1742-1835) fue una de las seis últimas unidades suizas al servicio de la Corona española.

## Origen y acciones
El Ejército español contaba a fines del siglo XVIII y principios del siglo XIX con seis regimientos suizos, llamados cada uno por el nombre de su coronel, como cualquier otra unidad española, tanto para la paz como para la guerra. El regimiento de Reding fue constituido a instancias del rey Felipe V de España y el cantón suizo de Schwyz, cuna de su más famoso comandante, Teodoro Reding von Biberegg. Aunque ya presentes en campañas anteriores, su momento de gran actividad tuvo lugar durante la guerra de Independencia de España (1808-1814) contra el dominio napoleónico.

## Reconocimiento
Actualmente se están llevando a cabo acciones para reconocer a los suizos que se sacrificaron por el pueblo español principalmente en la guerra de la Independencia española. Destaca en esta labor la Asociación Histórico-Cultural Teodoro Reding y, dentro de ella, el Grupo de Recreación Histórica «Regimiento Suizo de Reding n.º 3», fundadas en Málaga.